# Ахситан I
Ахситан I ибн Минучихр III — 21-й ширваншах, правивший с 1160 по 1197 год; представитель династии Кесранидов.

## Происхождение и жизнь до правления
Отец — Минучихр III Великий. Матерью Ахситана была грузинская царевна Тамар, поэтому с Грузией были установлены тесные союзнические отношения. Ахситан был женат на Исматаддин — дочери грузинского царя Георгия III. Византийский император Андроник I Комнин являлся двоюродным братом Ахситана I по материнской линии и часто гостил в Ширване. В критические моменты три родственных монарха помогали друг другу. Именно войска Ахситана I подавили мятеж царевича Демны и помогли сохранить свой престол царю Георгию III. В 1173 году коалиция ширванских, грузинских и византийских войск нанесла поражение пиратам-бродникам, русам, 73 корабля которых атаковали город Баку.

## Приход к власти
После смерти Минучихра III ситуация в Ширване осложнилась. Началась борьба за престол между сыновьями. Активизировалась ширванская знать пытавшаяся ещё при Минучихра III совершить государственный переворот. Воспользовавшись беспорядками во дворце, Тамара вместе со своим младшим сыном и группой знати, опираясь на кыпчакских тюрок попыталась присоединить Ширван к Грузии. Однако её план был расстроен вмешательством Государства Ильдегизидов. Старший сын Минучехра Ахситан I захватил власть при помощи вооруженных сил атабека Шемседдина Ильдегиза.

## Правление

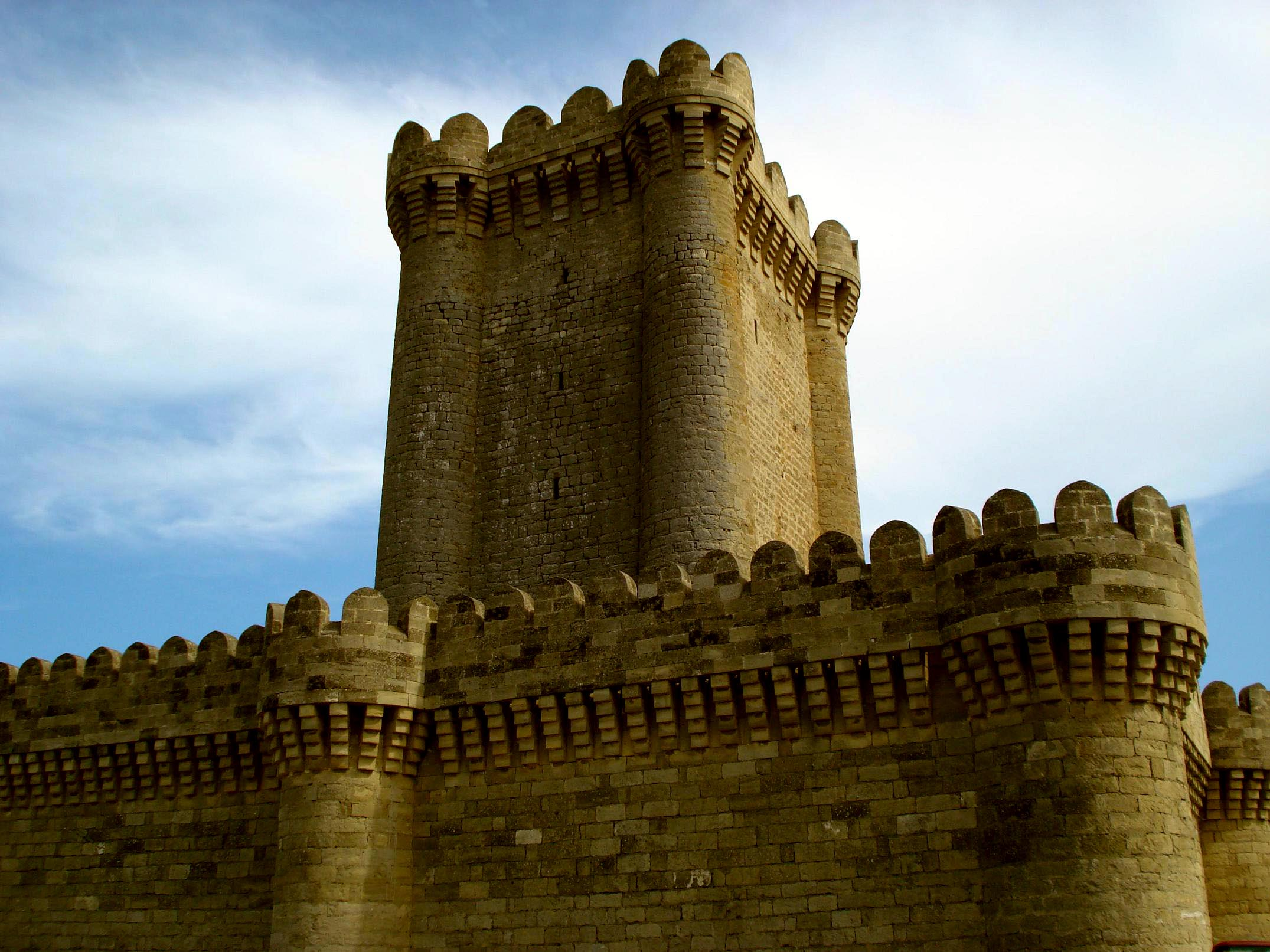
Четырехугольный замок в поселке Мардакян воздвигнутый Ахситаном в 1187 году

В годы своего правление Ахситан восстановил дружеские взаимоотношение с турками-сельджуками. Он поддерживал дружеские отношения и опирался на Государство Ильдегизидов. Также он стал поддерживать добрососедские отношение с Грузией. Ахситан в 1173 году оказал военную помощь Георгию III и подавил мятеж царевича Демны, даже несмотря на тот факт, что восстание случилось в 1177 году. В годы правление Ахситана I Дербентское правление попало в зависимое положение от государства Ширваншахов. Когда в 1192 году Шамаха была разрушена страшным землетрясением, Ахситан I перенёс столицу в город Баку. Участвовал в Шамхорской битве 1195 года против атабека Абу Бакра.
По заказу Ахситана Низами Гянджеви написал свою третью поэму «Лейли и Меджнун». По случаю смерти Ширваншаха Низами посвятил стих в поэме «Шараф-наме»:

Если ушли розы и кипарис шаха Ахсатана,

ты зато зеленей в этом саду.

Если он возвысил меня дарами,

поднял меня с земли до высокого небосвода,

ты меня держал лучше и выше,

врата сада предо мной закрытыми не оставил.

### Строительство замков и крепостей
Ахситан I был известен как строитель башен и крепостей потому что уделял огромное внимание усилению обороноспособности своего государства. Построенные Ахситаном на Абшероне башни и крепости сохранились до наших дней.
Знаменитые постройки:
- Девичья башня (1175), хотя некоторые учёные[кто?] полагают что Ахситан лишь отреставрировал её;
- Четырёхугольный замок в Мардакян (1187).